# Temporada 1997-98 de los Houston Rockets
La temporada 1997-98 fue la vigesimoséptima de los Houston Rockets en su localización de Texas, y la trigesimoprimera en la NBA, tras haber jugado las cuatro primeras en San Diego (California). La temporada regular acabó con 41 victorias y 41 derrotas, ocupando el octavo puesto de la conferencia Oeste, clasificándose para los playoffs, en los que cayeron en primera ronda ante los Utah Jazz.

## Elecciones en elDraft
| Ronda | Puesto | Jugador        | Posición | Nacionalidad   | Universidad/Club    |
| ----- | ------ | -------------- | -------- | -------------- | ------------------- |
| 1     | 24     | Rodrick Rhodes | Escolta  | Estados Unidos | Southern California |
| 2     | 29     | Serge Zwikker  | Pívot    | Países Bajos   | North Carolina      |

## Temporada regular
| División Medio Oeste     | División Medio Oeste | División Medio Oeste | División Medio Oeste | División Medio Oeste | División Medio Oeste | División Medio Oeste | División Medio Oeste | División Medio Oeste |
| Equipo                   | G                    | P                    | %                    | PD                   | Casa                 | Fuera                | Div                  |                      |
| ------------------------ | -------------------- | -------------------- | -------------------- | -------------------- | -------------------- | -------------------- | -------------------- | -------------------- |
| z-Utah Jazz              | 62                   | 20                   | .756                 | –                    | 36–5                 | 26–15                | 22–2                 |                      |
| x-San Antonio Spurs      | 56                   | 26                   | .683                 | 6                    | 31–10                | 25–16                | 18–6                 |                      |
| x-Minnesota Timberwolves | 45                   | 37                   | .549                 | 17                   | 26–15                | 19–22                | 14–10                |                      |
| x-Houston Rockets        | 41                   | 41                   | .500                 | 21                   | 24–17                | 17–24                | 14–10                |                      |
| Dallas Mavericks         | 20                   | 62                   | .244                 | 42                   | 13–28                | 7–34                 | 9–15                 |                      |
| Vancouver Grizzlies      | 19                   | 63                   | .232                 | 43                   | 14–27                | 5–36                 | 4–20                 |                      |
| Denver Nuggets           | 11                   | 71                   | .134                 | 51                   | 9–32                 | 2–39                 | 3–21                 |                      |

## Playoffs

### Primera ronda
Utah Jazz vs. Houston Rockets 
| Fecha       | Partido                           | Ciudad         |
| ----------- | --------------------------------- | -------------- |
| 23 de abril | Utah Jazz 90, Houston Rockets 103 | Salt Lake City |
| 25 de abril | Utah Jazz 105, Houston Rockets 90 | Salt Lake City |
| 29 de abril | Houston Rockets 89, Utah Jazz 85  | Houston        |
| 1 de mayo   | Houston Rockets 71, Utah Jazz 93  | Houston        |
| 3 de mayo   | Utah Jazz 84, Houston Rockets 70  | Salt Lake City |
|             | Utah Jazz gana las series 3-2     |                |

## Estadísticas

### Temporada regular
| Rk | Jugador            | Edad | Pos. | P  | PT | MP   | TC  | TCI  | %TC  | T3  | T3I | %T3  | TL  | TLI | %TL  | RO  | RD  | RT   | AS  | RB  | TAP | BP  | FP  | PTS  |
| -- | ------------------ | ---- | ---- | -- | -- | ---- | --- | ---- | ---- | --- | --- | ---- | --- | --- | ---- | --- | --- | ---- | --- | --- | --- | --- | --- | ---- |
| 1  | Clyde Drexler      | 35   | SG   | 70 | 70 | 35.3 | 6.5 | 15.1 | .427 | 1.5 | 4.8 | .317 | 4.0 | 4.9 | .801 | 1.5 | 3.4 | 4.9  | 5.5 | 1.8 | 0.6 | 2.7 | 2.8 | 18.4 |
| 2  | Hakeem Olajuwon    | 35   | C    | 47 | 45 | 34.7 | 6.5 | 13.5 | .483 | 0.0 | 0.1 | .000 | 3.4 | 4.5 | .755 | 2.5 | 7.3 | 9.8  | 3.0 | 1.8 | 2.0 | 2.7 | 3.2 | 16.4 |
| 3  | Charles Barkley    | 34   | PF   | 68 | 41 | 33.0 | 5.3 | 10.9 | .485 | 0.3 | 1.2 | .214 | 4.4 | 5.8 | .746 | 3.5 | 8.1 | 11.7 | 3.2 | 1.0 | 0.4 | 2.2 | 2.8 | 15.2 |
| 4  | Kevin Willis       | 35   | PF   | 81 | 74 | 31.2 | 6.6 | 12.9 | .510 | 0.0 | 0.1 | .143 | 3.0 | 3.8 | .793 | 2.9 | 5.5 | 8.4  | 1.0 | 0.7 | 0.5 | 2.1 | 2.9 | 16.1 |
| 5  | Matt Maloney       | 26   | PG   | 78 | 78 | 28.4 | 3.1 | 7.5  | .408 | 1.6 | 4.4 | .364 | 0.8 | 1.0 | .833 | 0.2 | 1.6 | 1.8  | 2.8 | 0.8 | 0.1 | 1.4 | 1.3 | 8.6  |
| 6  | Mario Elie         | 34   | SF   | 73 | 59 | 27.2 | 2.8 | 6.2  | .452 | 0.8 | 2.6 | .291 | 2.0 | 2.4 | .833 | 0.5 | 1.6 | 2.1  | 3.0 | 1.1 | 0.1 | 1.4 | 1.6 | 8.4  |
| 7  | Eddie Johnson      | 38   | SF   | 75 | 1  | 19.9 | 3.0 | 7.3  | .417 | 0.9 | 2.6 | .333 | 1.5 | 1.8 | .831 | 0.7 | 1.4 | 2.0  | 1.2 | 0.4 | 0.0 | 0.8 | 1.2 | 8.4  |
| 8  | Brent Price        | 29   | PG   | 72 | 2  | 18.5 | 1.8 | 4.3  | .413 | 1.0 | 2.6 | .390 | 1.1 | 1.4 | .786 | 0.5 | 1.0 | 1.5  | 2.7 | 0.7 | 0.1 | 1.5 | 2.3 | 5.6  |
| 9  | Rodrick Rhodes     | 24   | SF   | 58 | 13 | 18.4 | 1.9 | 5.3  | .367 | 0.0 | 0.1 | .250 | 1.9 | 3.1 | .617 | 0.5 | 0.7 | 1.2  | 1.9 | 1.1 | 0.2 | 1.7 | 2.2 | 5.8  |
| 10 | Matt Bullard       | 30   | SF   | 67 | 24 | 17.8 | 2.6 | 5.8  | .450 | 1.4 | 3.4 | .416 | 0.3 | 0.4 | .741 | 0.4 | 1.8 | 2.2  | 0.9 | 0.5 | 0.4 | 0.6 | 1.6 | 7.0  |
| 11 | Othella Harrington | 24   | PF   | 58 | 3  | 15.6 | 2.2 | 4.6  | .485 | 0.0 | 0.0 | .000 | 1.6 | 2.1 | .754 | 1.3 | 2.3 | 3.6  | 0.4 | 0.2 | 0.5 | 0.8 | 1.9 | 6.0  |
| 12 | Emanual Davis      | 29   | PG   | 45 | 0  | 13.3 | 1.4 | 3.2  | .444 | 0.6 | 1.6 | .375 | 0.7 | 0.8 | .838 | 0.2 | 0.8 | 1.0  | 1.3 | 0.4 | 0.1 | 1.2 | 1.2 | 4.1  |
| 13 | Charles Jones      | 40   | PF   | 24 | 0  | 5.3  | 0.3 | 0.4  | .700 | 0.0 | 0.0 |      | 0.0 | 0.1 | .500 | 0.5 | 0.5 | 1.0  | 0.2 | 0.0 | 0.3 | 0.2 | 0.9 | 0.6  |
| 14 | Joe Stephens       | 25   | SF   | 7  | 0  | 5.3  | 1.4 | 4.0  | .357 | 0.4 | 1.4 | .300 | 0.6 | 0.9 | .667 | 0.4 | 0.4 | 0.9  | 0.1 | 0.3 | 0.0 | 0.3 | 0.3 | 3.9  |

### Playoffs
| Rk | Jugador            | Edad | Pos. | P | PT | MP   | TC  | TCI  | %TC  | T3  | T3I | %T3  | TL  | TLI | %TL   | RO  | RD  | RT   | AS  | RB  | TAP | BP  | FP  | PTS  |
| -- | ------------------ | ---- | ---- | - | -- | ---- | --- | ---- | ---- | --- | --- | ---- | --- | --- | ----- | --- | --- | ---- | --- | --- | --- | --- | --- | ---- |
| 1  | Hakeem Olajuwon    | 35   | C    | 5 | 5  | 38.0 | 7.8 | 19.8 | .394 | 0.0 | 0.2 | .000 | 4.8 | 6.6 | .727  | 1.8 | 9.0 | 10.8 | 2.4 | 1.0 | 3.2 | 2.6 | 3.6 | 20.4 |
| 2  | Clyde Drexler      | 35   | SG   | 5 | 5  | 36.4 | 4.2 | 13.6 | .309 | 1.0 | 5.2 | .192 | 5.6 | 7.4 | .757  | 1.8 | 3.6 | 5.4  | 4.6 | 1.6 | 0.6 | 2.6 | 3.0 | 15.0 |
| 3  | Kevin Willis       | 35   | PF   | 5 | 5  | 33.6 | 4.4 | 11.0 | .400 | 0.0 | 0.2 | .000 | 2.4 | 3.2 | .750  | 3.6 | 7.0 | 10.6 | 1.0 | 1.6 | 0.6 | 2.4 | 4.2 | 11.2 |
| 4  | Matt Maloney       | 26   | PG   | 5 | 5  | 33.0 | 2.0 | 6.0  | .333 | 1.0 | 4.0 | .250 | 1.6 | 1.8 | .889  | 0.0 | 1.6 | 1.6  | 3.6 | 0.4 | 0.4 | 0.8 | 2.2 | 6.6  |
| 5  | Mario Elie         | 34   | SF   | 5 | 1  | 26.6 | 2.4 | 5.4  | .444 | 0.6 | 1.8 | .333 | 1.2 | 1.8 | .667  | 0.6 | 2.0 | 2.6  | 1.2 | 0.4 | 0.0 | 1.0 | 2.0 | 6.6  |
| 6  | Charles Barkley    | 34   | PF   | 4 | 0  | 21.8 | 3.0 | 5.8  | .522 | 0.0 | 0.5 | .000 | 3.0 | 5.3 | .571  | 1.3 | 4.0 | 5.3  | 1.0 | 1.3 | 0.0 | 1.5 | 3.0 | 9.0  |
| 7  | Eddie Johnson      | 38   | SF   | 5 | 0  | 17.8 | 1.8 | 5.4  | .333 | 0.6 | 2.0 | .300 | 1.4 | 1.6 | .875  | 0.8 | 0.8 | 1.6  | 0.2 | 0.0 | 0.0 | 0.6 | 2.0 | 5.6  |
| 8  | Brent Price        | 29   | PG   | 5 | 0  | 15.0 | 1.2 | 3.0  | .400 | 1.0 | 2.6 | .385 | 0.4 | 0.6 | .667  | 0.2 | 1.6 | 1.8  | 1.2 | 0.8 | 0.0 | 1.2 | 2.4 | 3.8  |
| 9  | Matt Bullard       | 30   | SF   | 5 | 4  | 14.0 | 1.2 | 3.6  | .333 | 0.6 | 2.0 | .300 | 0.4 | 0.4 | 1.000 | 0.6 | 1.0 | 1.6  | 1.0 | 0.2 | 0.0 | 0.0 | 1.0 | 3.4  |
| 10 | Othella Harrington | 24   | PF   | 3 | 0  | 7.7  | 2.0 | 4.0  | .500 | 0.0 | 0.3 | .000 | 1.3 | 1.7 | .800  | 1.0 | 1.3 | 2.3  | 0.0 | 0.0 | 0.3 | 0.0 | 0.3 | 5.3  |
| 11 | Charles Jones      | 40   | PF   | 4 | 0  | 2.8  | 0.0 | 0.0  |      | 0.0 | 0.0 |      | 0.5 | 0.5 | 1.000 | 0.3 | 0.5 | 0.8  | 0.3 | 0.0 | 0.0 | 0.0 | 1.0 | 0.5  |
| 12 | Rodrick Rhodes     | 24   | SF   | 3 | 0  | 2.3  | 0.7 | 1.0  | .667 | 0.0 | 0.0 |      | 0.7 | 1.3 | .500  | 0.0 | 0.3 | 0.3  | 0.0 | 0.3 | 0.0 | 0.3 | 0.0 | 2.0  |